# Thomas Christiansen (saltador)
Thomas Christiansen   (Copenhaguen, 5 de gener de 1920 - Mountlake Terrace, 12 de març de 1998) fou un saltador danès que va competir durant les dècades de 1940 i 1950.
El 1948 va prendre part en els Jocs Olímpics d'Estiu de Londres, on disputà dues proves del programa de salts. Fou sisè en la prova de palanca de 10 metres i vuitè en la del trampolí de 3 metres. Quatre anys més tard, als Jocs de Hèlsinki, fou onzè en la prova de palanca de 10 metres.
En el seu palmarès destaca una medalla d'or i una de bronze en la prova de palanca de 10 metres del Campionat d'Europa de natació de 1947 i 1950 respectivament.